# Saab JAS-39 Gripen
JAS-39 Gripen (švédsky gryf) je proudový lehký jednomotorový víceúčelový bojový letoun tzv. kachní koncepce, vyvinutý a vyráběný švédskou společností Saab, který ve výzbroji nahradil starší typy Saab 35 Draken a Saab 37 Viggen. Zkratka JAS znamená Jakt, Attack och Spaning, tj. stíhací, útočný a průzkumný. Ve zkratce je seřazení písmen podle důležitosti, „J“ je hlavní a nejdůležitější, ostatní jsou za touto schopností, tedy Gripen je primárně stíhací letadlo s možností podnikat útočné a průzkumné mise. Gripen dokáže operovat ze silničních cest, záložních letišť, ve dne i v noci a za špatného počasí. Potřebuje minimum personálu pro provoz a dokáže díky sofistikovaným systémům vzlétnout i přistát bez pozemního navedení na letištní plochu. Softwarové vybavení komunikuje s ostatními letadly a velením, takže pilot má přehled o svém okolí a průběhu mise v reálném čase.
V České republice se používá verze JAS-39C, modernizace MS-20 (proběhla v roce 2018), která umožňuje nést mimo jiné nejmodernější výzbroj. Gripen je touto modernizací avionicky a paletou výzbroje na úrovni letadel jako F-16 C Block 52, Eurofighter Typhoon Tranche 1,2 nebo Dassault Rafale.

## Vývoj

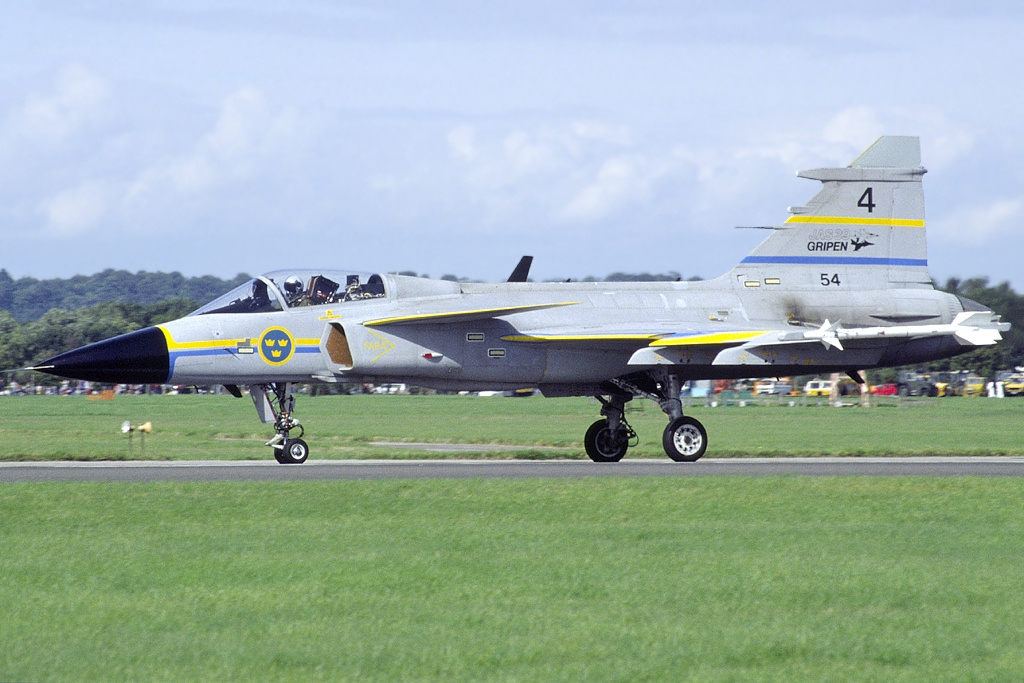
Švédský JAS 39 Gripen na leteckém dni ve Farnborough v Anglii, září 1992

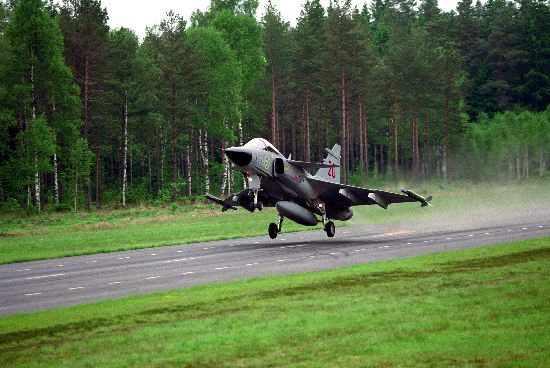
Vzlet Gripenu ze silnice

V roce 1979 začalo švédské ministerstvo obrany hledat nový víceúčelový letoun, schopný stíhacích, bitevních a průzkumných misí, a to jak nad pevninou, tak nad mořem. Stroj měl nahradit zastarávající Saab 35 Draken a hlavně Saab 37 Viggen. Po mnoha odborných diskuzích, kdy se brala v potaz možnost nová letadla koupit ze zahraničí a upravit na švédské poměry (byla provedena srovnávací studie amerických letounů F-16 Fighting Falcon, F/A-18 Hornet a Northrop F-20 Tigershark) se nakonec Švédsko dalo cestou vývoje vlastního letadla, tak jako v minulosti. Švédsko je malá země s menším počtem obyvatel než má Česká republika. Nové letadlo muselo splňovat vysoké požadavky na svou efektivitu a zároveň úspornost provozu. Muselo být „šité na míru“ pro ekonomiku malé země. Konsorcium švédského průmyslu, IG-JAS vzniklé roku 1980 definovalo podmínky nového víceúčelového letadla, které by bylo menší a úsporné, ale dokázalo by provádět veškeré úkoly většího a těžšího letadla Viggen, přinejmenším stejně dobře.
Nový projekt JAS 39 obsahoval tyto základní podmínky pro nové letadlo:
- letoun musí dokázat při stejné konstrukci plnit stíhací, útočné a průzkumné úkoly
- musí být velice spolehlivý
- musí mít nízké náklady na údržbu
- musí mít nízké náklady na pohonné hmoty
- letoun nesmí mít vysoké nároky na pilotáž
- během operačního provozu letadla musí mít poloviční procento ztrát než letadlo Viggen
- letadlo musí být schopné provozu ze silnic a záložních letišť typu V-90
- letadlo musí mít vysokou počáteční stoupavost
- v roli přepadové stíhačky musí být schopné provést jeden obrat do 10 minut, v útočné konfiguraci do 20 minut a musí využívat logistický systém BAS 90
- letoun musí mít co nejmenší radarovou, infračervenou a zvukovou stopu, tedy se bude blížit koncepci stealth
- letoun musí využívat systém sdílení a přenášení dat z jiných letadel a z taktických velitelství v reálném čase
- finanční náklady nového letadla na provoz nesmějí překročit 60 % provozu ceny letadla Viggen.

Z několika připravených návrhů, které prošly množstvím testů ve větrných tunelech a počítačových simulací byl po dlouhodobé odborné debatě jako nejvhodnější vybrán Projekt 2110, který představoval lehký jednomotorový jednomístný středoplošník kachní koncepce vybavený technologií fly-by-wire, tedy s tzv. vrozenou nestabilitou.
Projekt 2102 vypadal jako zmenšený typ F-16, 2107 nejvíce odpovídal technologii stealth, 2111 měl nosné plochy technologie HiMAT. Vítězný 2110 vznikl vývojem z projektu 2105. Množství debat se týkalo koncepce letadla, klasická koncepce (tedy kormidla vzadu, jako má třeba F-15, F-16 atd.) se jevila jako lepší pro svůj větší dolet a pro lepší ustálené zatáčení. Kachní koncepce přinášela řadu aerodynamických výhod, třeba ve schopnosti dosahovat vysoké úhly náběhu a vysoké okamžité schopnosti otáčení.
Jako motor byl zvolen Volvo-Flygmotor RM12, který byl licenční verzí General Electric F404–400, který dostal přednost před motory Pratt & Whittney F1120 (který konstrukčně vycházel z motoru F100, používaného u F-15 Eagle a F-16 Fighting Falcon) a Rolls-Royce RB 199. Motor General Electric F404 byl zvolen pro svou jednoduchou konstrukci a provoz. První koncept byl hotov roku 1981, roku 1984 začalo testování podsystémů a neletuschopný model byl dokončen roku 1986. Pojížděcí zkoušky byly zahájeny k příležitosti 50. výročí společnosti Saab 26. dubna 1987 a první prototyp vzlétl 9. prosince 1988. Při dalších testech se projevily potíže s letovou stabilitou a systémem fly-by-wire, které 2. února 1989 vyústily v nehodu při přistání na letišti v Linköpingu. Problémy byly důvodem pro rozsáhlé softwarové úpravy, testované na letounu Lockheed NT-33A, po jejichž ukončení vzlétl 4. května 1990 druhý z celkových 5 vyrobených prototypů Gripenu. Další zpoždění vývoje způsobila 8. srpna 1993 nehoda při leteckém dni ve Stockholmu.
Do výzbroje švédského letectva byl první Gripen zařazen roku 1993, první let dvousedadlové verze proběhl 29. dubna 1996.
Dne 23. dubna 2008 byl představen nový dvousedadlový stroj označovaný jako Gripen NG (Next Generation), první let proběhl 27. května 2008. Tato verze se liší silnějším motorem General Electric F414G, který je zdokonalením pohonné jednotky používané v F/A-18E/F Super Hornet. Jeho tah stoupl na 98 kN, což umožňuje letounu s podvěšenou výzbrojí udržovat cestovní rychlost 1,1 Mach bez použití přídavného spalování (tzv. supercruise). Při zkušebním letu dne 21. ledna 2009 dosáhl letoun rychlosti 1,2 Mach bez přídavného spalování. V porovnání s verzí JAS-39D vzrostla maximální startovní hmotnost o 2 000 kg na 16 000 kg. Změněná konstrukce podvozku umožnila zvětšení interních zásob paliva o 40 %, operační dosah letounu tak vzrostl na 1 300 km s podvěšenou výzbrojí a přídavnými nádržemi včetně 30 minut chodu motoru na zemi.
Na základě poptávky Indie a Brazílie provedl Saab studii palubní verze Gripenu pro použití na letadlových lodích.
18. května 2016 byla veřejnosti představena nová verze „Gripen E“, která technologicky vychází z prototypu Gripen NG. V roce 2021 byly první sériové kusy převzaty do služby u Švédského letectva.

## Konstrukce

### Drak

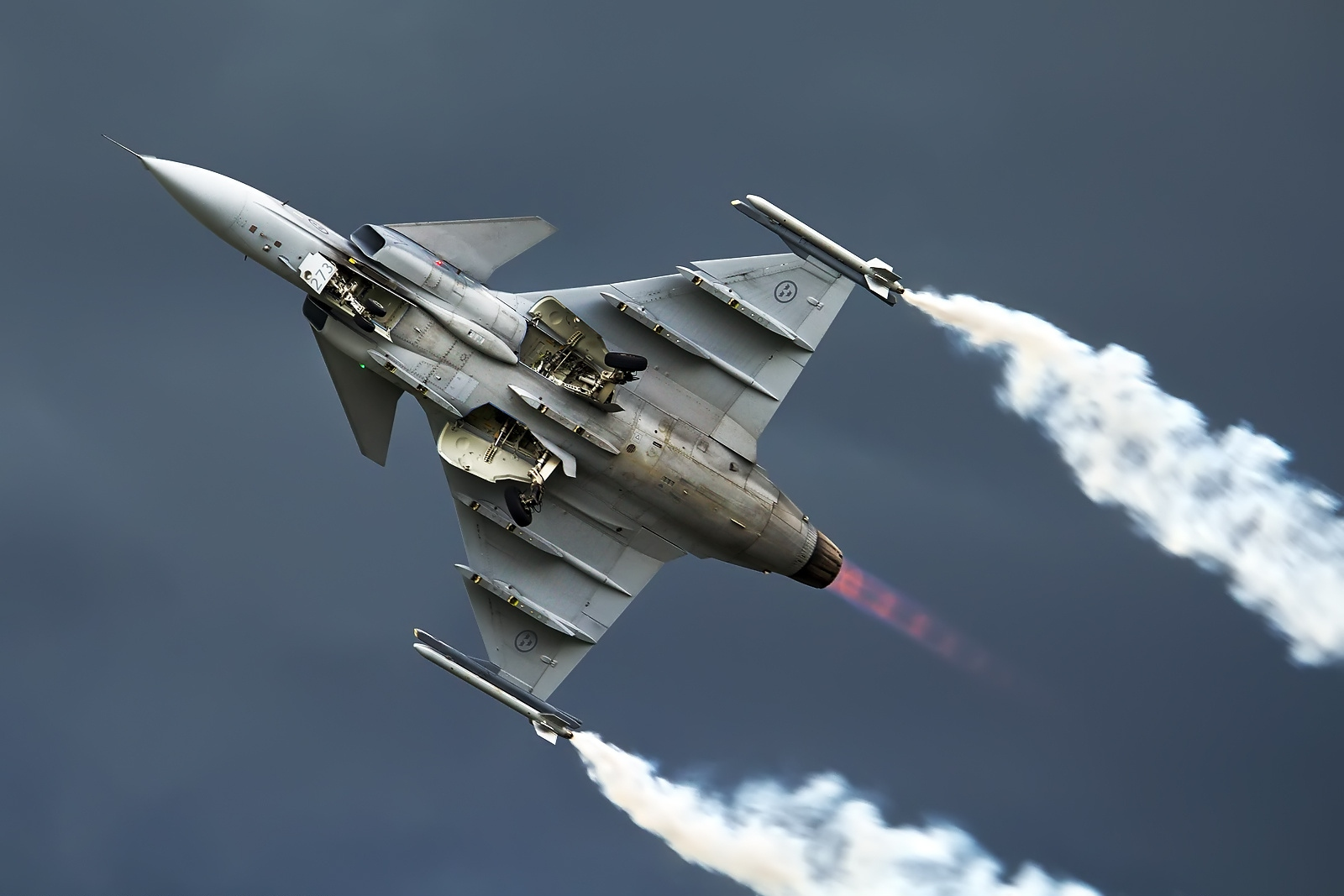
Silueta letounu s křídlem delta a vodorovnými řídícími plochami za kabinou.

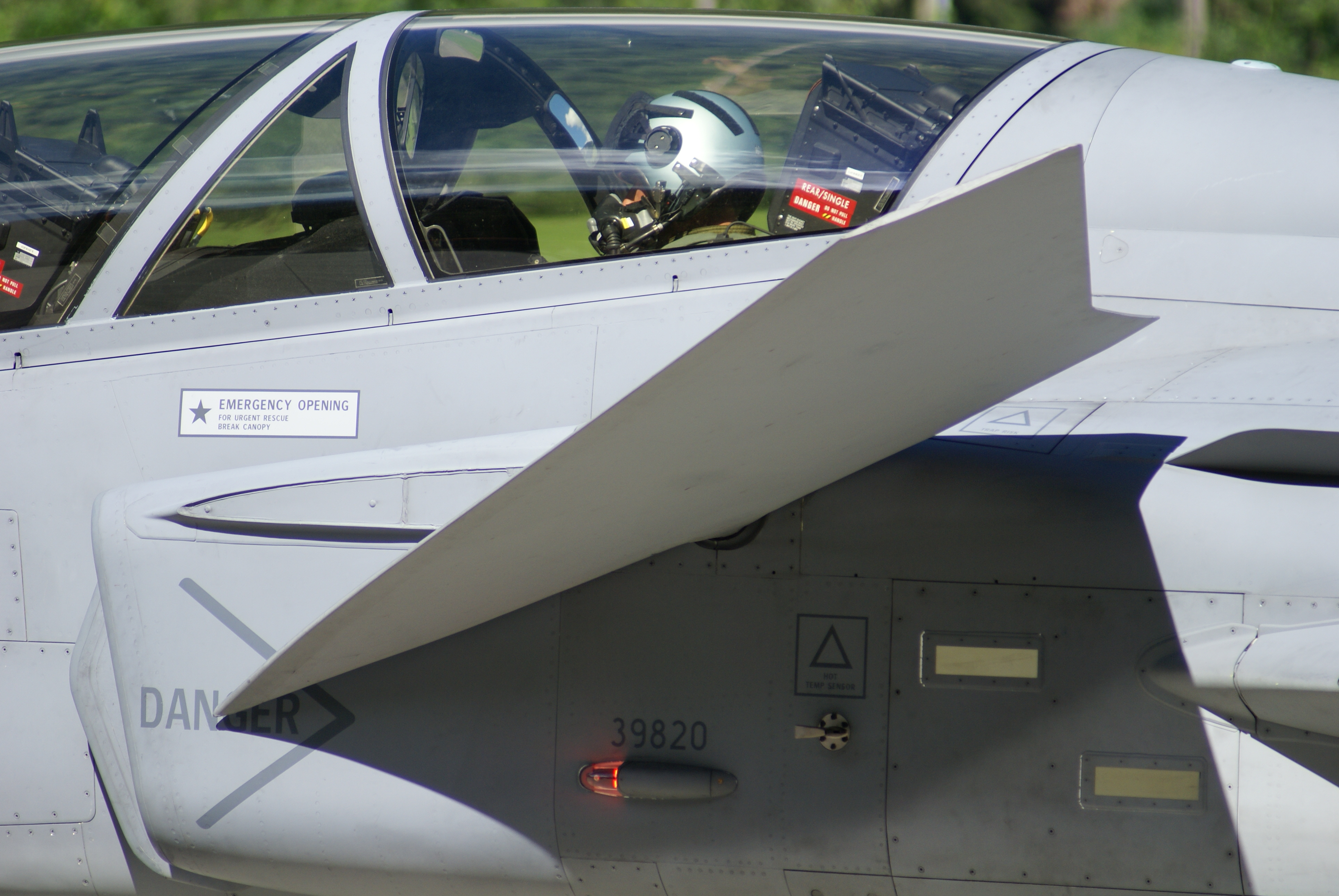
Detail vodorovných řídících ploch.

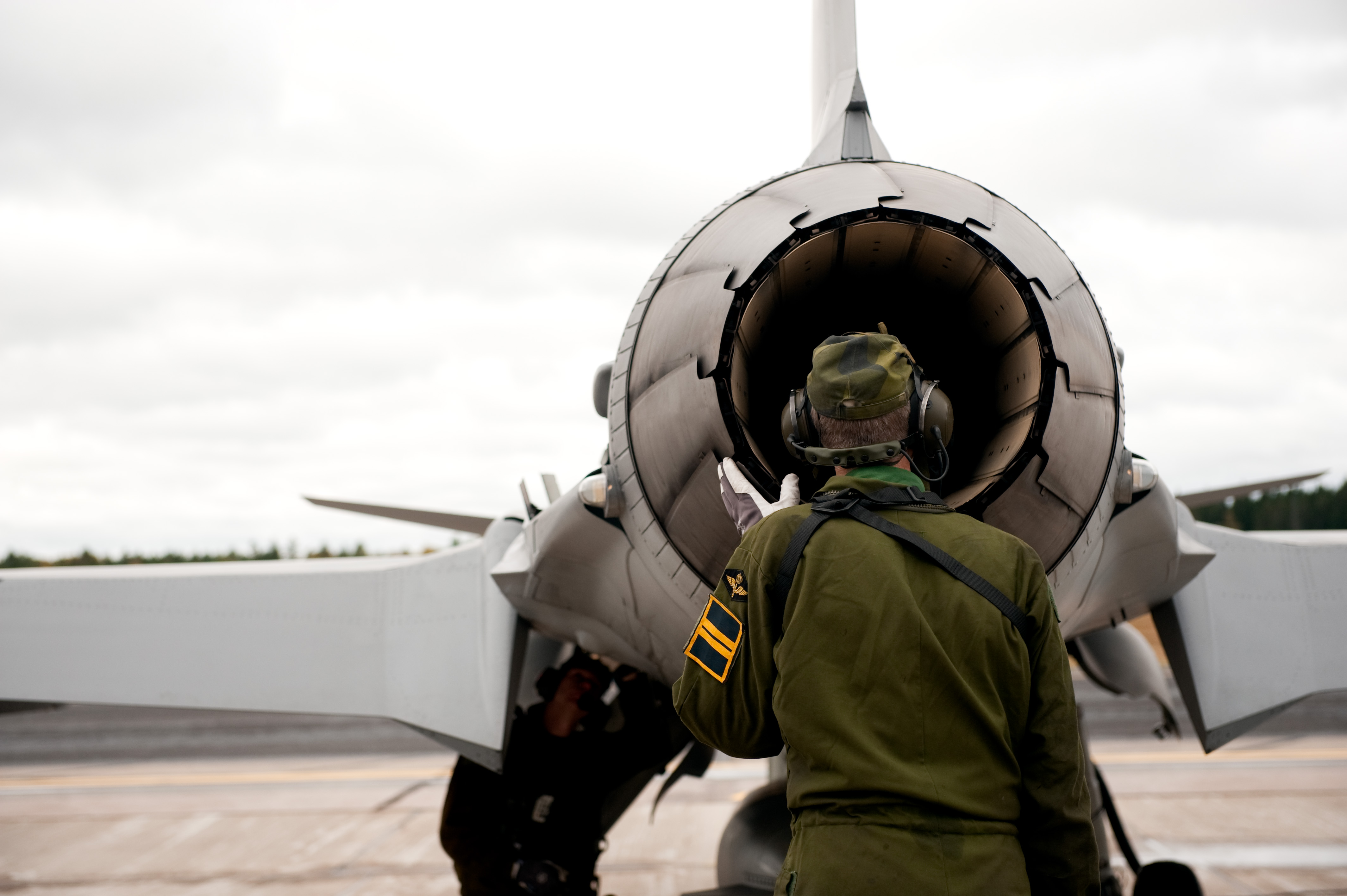
Kontrola výstupní trysky

Gripen je jednomotorové středoplošné letadlo kachní koncepce. SAAB vycházel ze své letité zkušenosti s proudovými letouny předchozích generací Tunnan, Lansen, Drakken a Viggen.
Tvar a umístění sacích kanálů vychází z mnoha zkoušek a měření v aerodynamických tunelech. Bylo vybráno řešení v podobě pevných náporových vstupů, umístěných po bocích trupu. Toto řešení je jednoduché, všestranně efektivní a navíc levné. Takto umístěné vstupy vzduchu představují pevné, opěrné body pro kachní plochy a spolupodílí se na přenášení aerodynamických sil směrem k horní části trupu.
Křídlo je tvaru delta a má úhel šípu náběžné hrany 45°. Na jeho náběžné hraně je sklopná část, na odtokové se nachází elevony. Je celokompozitové, mnohonosníkové konstrukce typu fail-safe. Jeho povrch je tvořen vrchním a spodním dílem z materiálu CFC (Carbon Fibre Composite). K trupu je připevněn třemi upínacími uzly. Křídlo je při své relativní štíhlosti velice tuhé i při vysokých rychlostech. Jeho půdorysný tvar delta nabízí značnou aero-servo-elastickou stabilitu i při plně podvěšeném stavu. Počítačem řízené plovoucí kachní plochy jsou umístěny po bocích trupu částečně za a pod kokpitem, jejich hlavní funkcí je aktivní ovlivňování proudu vírů pro dosažení co největšího poměru vztlak/odpor při jakékoliv rychlosti, poloze letadla, jeho těžiště a úhlu náběhu.
Díky umístění kachních ploch tedy dochází k pozitivnímu ovlivňování deltakřídla, díky kterému je Gripen schopen velmi dobře držet energii v obratech, dosahovat enormní okamžitou rychlost otáčení a dosahovat vysokých úhlů náběhu (elektronicky omezeno na 60 stupňů, jinak až 110 stupňů). S kachní koncepci má Gripen velice dobré letové vlastnosti včetně schopnosti opustit jednoduše vývrtku, do které se ovšem pilot Gripenu těžko dostane, protože letadlo je navíc elektronicky proti vývrtce jištěno. Dobré vlastnosti při vybírání vývrtky letadla i bez elektronických systémů dávají jeho pilotovi dvojité jištění, a umožňují mu lepší soustředění na momentální taktickou situaci bez velikých obav o letovou obálku stroje. Při přistání kachní plochy též fungují jako aerodynamická brzda a zároveň přitlačují příďové podvozkové kolo k dráze, což zvyšuje účinnost kolové brzdy.
Na zádi jsou po stranách navíc umístěny dva aerodynamické brzdné štíty. Kombinace kachní koncepce a delta křídla tedy poskytuje letounu větší vztlak v porovnání s klasickým uspořádáním, což umožňuje i operace z relativně krátkých vzletových drah, např. polních nebo improvizovaných letišť (silniční a dálniční úseky). Vzdálenost pro vzlet a přistání činí dohromady 800 m. Mezi letouny s charakteristikou STOL se ale Gripen oficiálně neřadí.
Drak letounu je vyroben s přibližně 30 % podílem kompozitních materiálů. Vodorovné řídící plochy, části pláště trupu, křídel, svislé ocasní plochy a vztlakových klapek jsou z uhlíkových vláken. Kryt radaru je ze skleněných vláken, trup z hliníkových slitin, zavěšení křídel ze slitiny titanu.
Podvozek Gripenu je robustní konstrukce, aby snášel provoz na záložních letištích a úsecích dálnic/silnic. Hlavní podvozkové nohy mají jednoduchá kola, jsou ukotveny po stranách trupu a zatahují se do trupových podvozkových šachet směrem vpřed, s otáčkou kolem osy. Podvozek je umístěn tak, aby co nejméně vadil umístěním závěsných bodů, které díky tomu mohou být co nejblíže k těžišti letadla. Díky tomu je pohyb těžiště vzhledem k nesené výzbroji, výstroji a paliva u letadla Gripen velmi malý. Příďová podvozková noha má zdvojené kolo, brzdu a zatahuje se směrem vzad.
Letoun má aplikované technologie stealth pro zmenšení radarové, infračervené i zvukové stopy,[zdroj?] do kategorie stealth se ale neřadí. I díky svým menším rozměrům je celkem hůře zjistitelným cílem.
Od verze C a D je Gripen vybaven vysunovatelným nástavcem pro tankování paliva za letu, umístěným po levé straně trupu.

### Motor

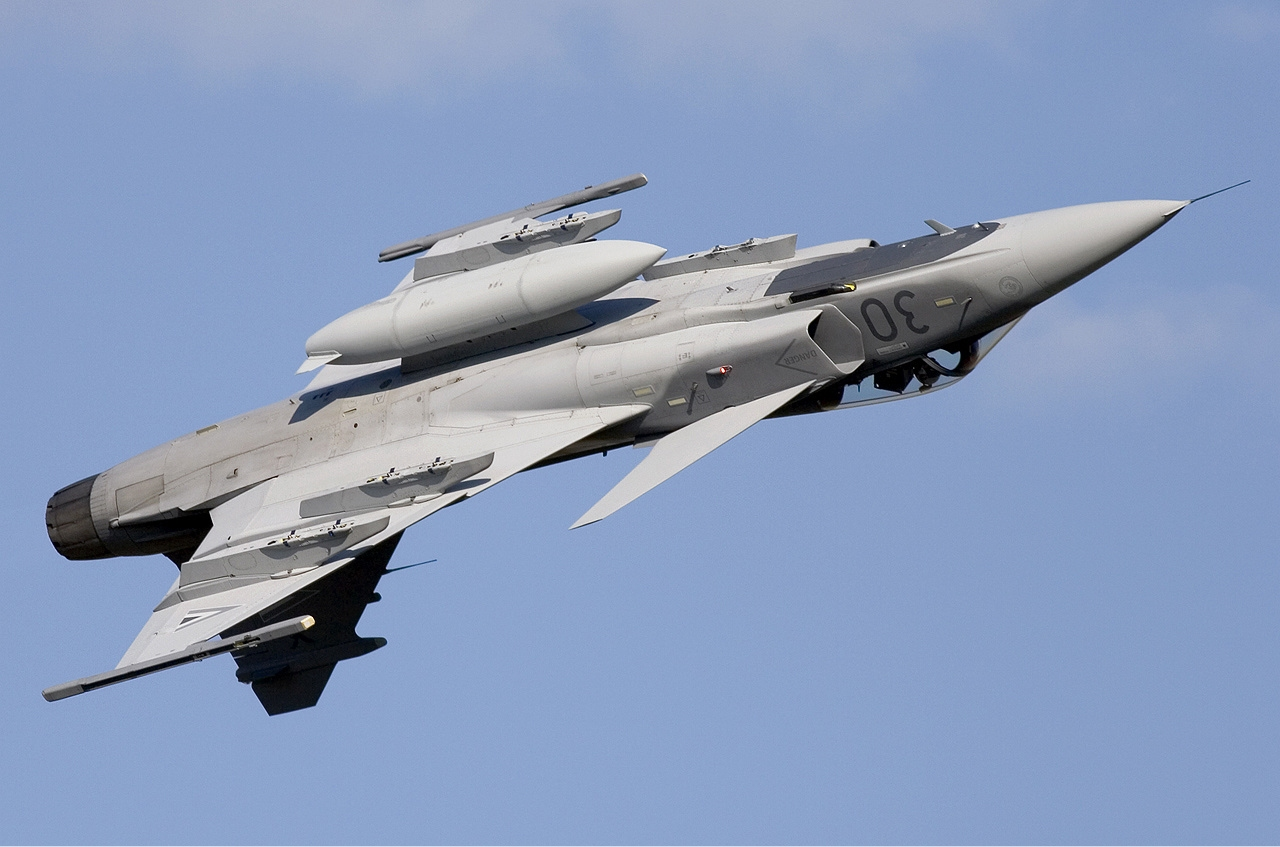
Maďarský Gripen, 2007

Verze JAS-39A/B používají licenčně vyráběný motor Volvo Aero RM12 s přídavným spalováním, který je zlepšenou konstrukcí motoru General Electric F404 původně určeného pro americký letoun F/A-18 Hornet. SAAB s GE i nadále spolupracuje na dalším vývoji. Pro JAS-39C/D byla použita novější verze motoru Volvo Aero RM12UP.
Motor Volvo RM 12 se od původního GE F404 liší vyšším tahem 54 kN oproti 48,9 kN bez přídavného spalování a 80,5 kN oproti 78,7 kN s přídavným spalováním. Dalšími rozdíly jsou lepší odolnost při nasátí cizích předmětů a vyšší spolehlivost, takže motor splňuje bezpečnostní kritéria pro použití v jednomotorových letounech. Motor dokáže odolat srážce s 1 kg vážícím ptákem, díky vyztužení nasávací části motoru a díky zvýšené odolnosti lopatek turbíny. Motor má záložní hydromechanický/elektronický řídící systém, palivová soustava je doplněná dvěma zabezpečovací systémy, elektrickým a mechanickým.
Celý motor lze vyměnit do 1 hodiny, při výměně je potřeba 20 nástrojů, všechny spojovací body jsou vybaveny rychlozámky.
Při vysazení motoru má Gripen k dispozici dvě záložní baterie, každá je jiný typ a každá dokáže letounu poskytovat výkon na rozdílnou dobu. Chemické baterie na 10 minut letu, normální baterie na asi 30 minut letu.
V praxi tento systém funguje tak, že letadlo dokáže bezpečně přistát na jakoukoliv plochu, třeba silnici rovnou 800 m bez funkčního hlavního motoru.[zdroj?]

### Avionika

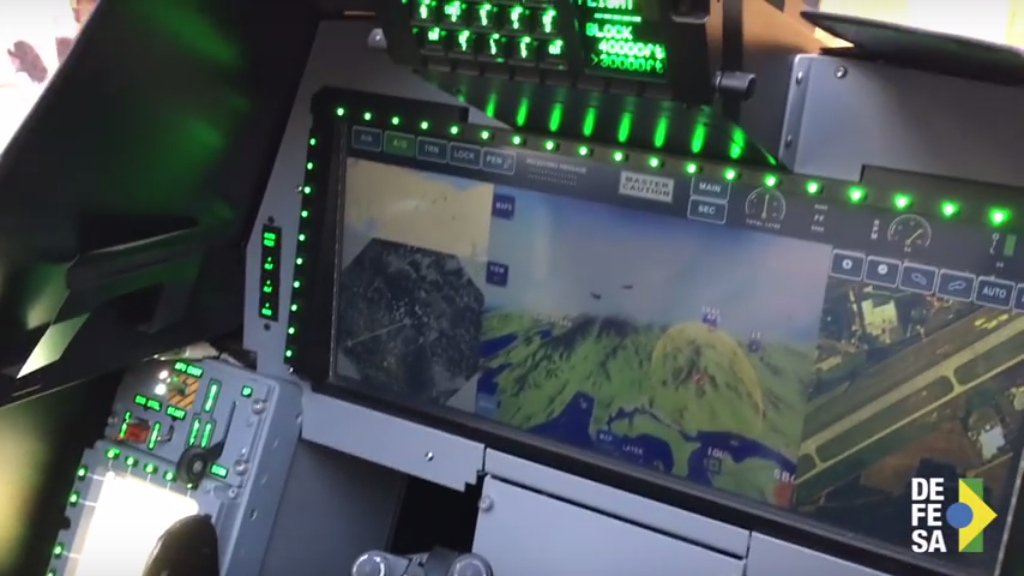
Replika kokpitu verze Gripen NG pro Brazílii, červenec 2016

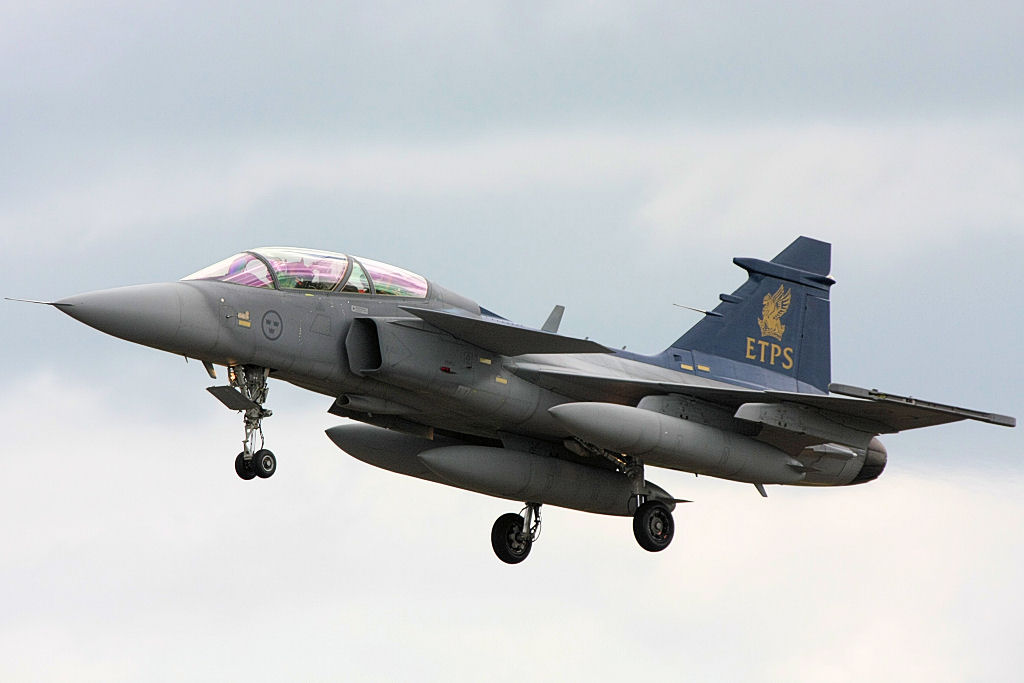
Gripen ve službách britské školy ETPS na přehlídce RIAT 2008

V letounu je instalován pulsní dopplerovský radar PS-05/A firem Ericsson a GES-Marconi, pracující v pásmu frekvencí 8–10 GHz s vyzařovaným výkonem 10 kW s možností detekovat vzdušné cíle do vzdálenosti 120 km a vyhledávat cíle na zemi a vodě do 70 km. Tento radar má svůj původ v úspěšném radaru Blue Vixen, ze kterého také vychází další radar CAPTOR, který používá letadlo Eurofighter Typhoon. Radar Gripenu je schopný automatického sledování několika cílů v horní i dolní polosféře, na zemi, na vodě i ve vzduchu a za všech povětrnostních podmínek.
Hlavní sledovací režimy radaru:
Režimy vzduch-vzduch
- LRS (Long Range Search) se používá k detekci a identifikaci cílů s dlouhým dosahem
- TWS (Track While Scan) umožňuje sledovat více cílů a hledat další
- MPTT (Multiple Priority Target Tracking) sledování více prioritních cílů
- PTT (Priority Target Tracking) umožňuje přesné zaměřování a sledování raket vzduch-vzduch.
- STT (Single Target Track) sledování jednoho cíle
- ACM (Air Combat Mode) slouží k automatické detekci cílů ve vzdušném boji.

Režimy vzduch-země
- LRS (Long Range Search) pro vyhledávání pozemních nebo námořních cílů na dlouhé vzdálenosti.
- RA (Raid Assessment) pro bombardování
- SMTI (Stationary and Moving Target Indication) se používá pro pozemní stacionární nebo pohyblivé cíle.
- GSPTT (Ground and Sea Priority Target Tracking) prioritní vyhledání a sledování námořních a pozemních cílů
- GM (Ground Mapping) mapování terénu pro navigační účely (kopírování terénu v noci nebo za nepříznivých povětrnostních podmínek).
- HRM (High Resolution Mapping)) zajišťuje mapování terénu s vysokým rozlišením
- RANGING vysoce přesné zaměření pozemních cílů

V roce 2018 po modernizaci je radar PS-05A Mk.III schopen díky změně softwaru zachytit cíle na vzdálenost větší až o 80% a má vylepšený režim mapování země. Radar dokáže nově zachytit cíle o odrazové ploše minimálně 0,4 m², předešlá verze na stejnou vzdálenost zachytila cíl který měl minimální velikost 4 m².
Výrobce připravuje na rok 2020 novou verzi radaru PS-05/A Mk.IV která bude mít dosah zvětšený na vzdušné cíle až o 150 % a na námořní cíle až o 200 %, minimální velikost zachyceného cíle bude 0,1 m². Tento radar bude mít plně modernizované bloky avioniky a bude u něj možná budoucí integrace s anténou umožňující aktivní elektronické snímání, tzv. AESA (Active Electronicalli Scanned Array), které významně zlepšuje možnosti detekce, dosahu a dalších vlastností radaru.

### Kokpit

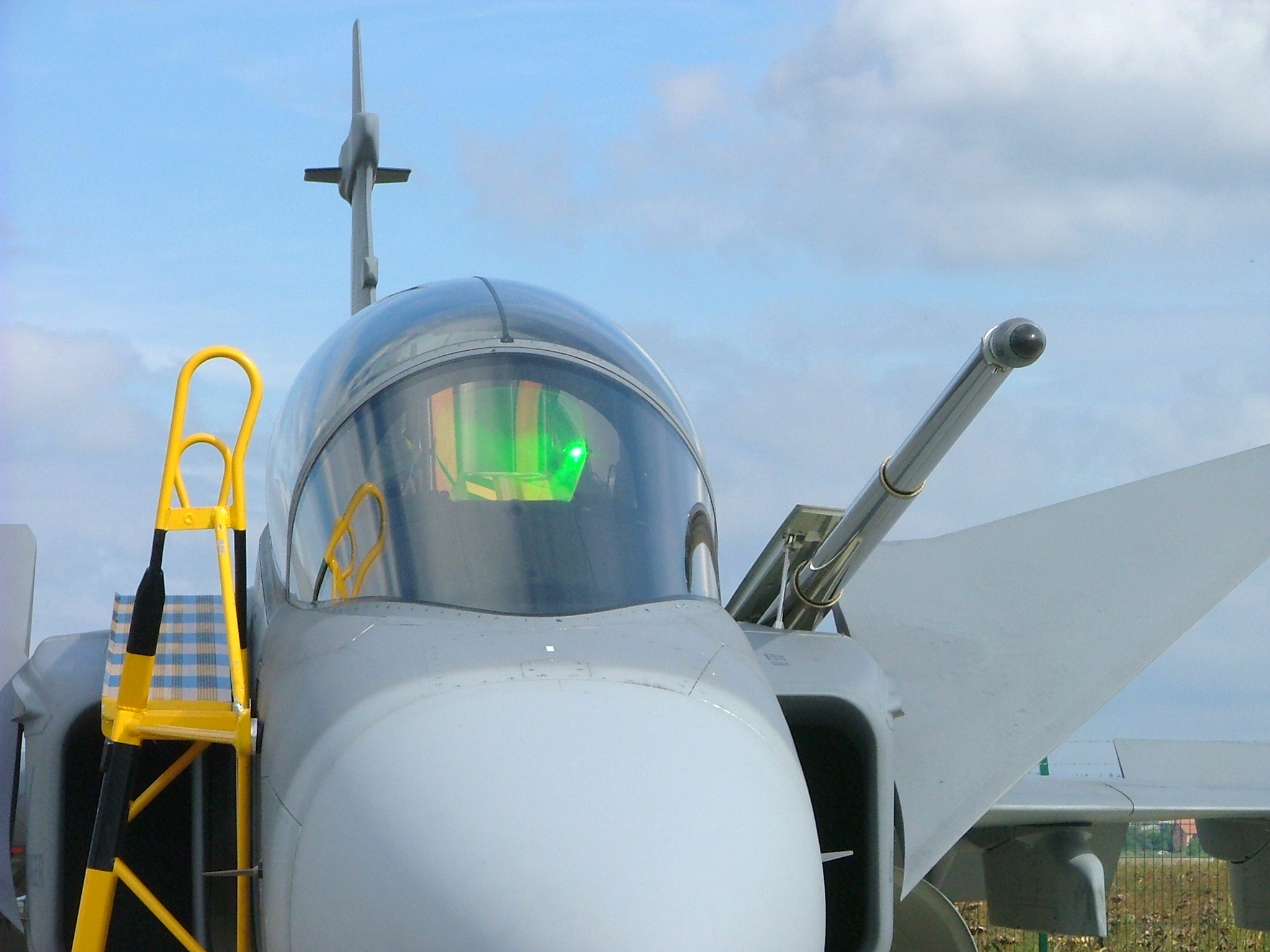
JAS-39C českého letectva s vysunutým nástavcem pro tankování za letu.

Kokpit je vybaven třemi barevnými multifunkčními displeji o velikosti 15,7×21 cm a jedním Head-up displejem, na kterých jsou podle filozofie „Don’t need, don’t show” zobrazovány momentálně potřebné informace. Údaje, které v daný okamžik nejsou důležité, jsou skryty a pilot jimi není zatěžován. Displeje jsou vybaveny automatickou regulací jasu v závislosti na světelných podmínkách. Pilot letoun řídí pomocí centrálně umístěné řídící páky a plynové páky na levé straně. Umístění ovládacích prvků důležitých systémů na těchto řídících pákách odpovídá charakteristice Hands-On-Throttle-And-Stick (HOTAS).

### Bezpečnostní systémy
Letoun je vybaven katapultovacím pilotním sedadlem Martin-Baker Mk.10LS s integrovanými přípojkami kyslíkové hadice (hlavní, záložní a nouzový systém), anti-g letecké kombinézy a vysílačky. K příslušenství sedadla patří souprava pro přežití, která může obsahovat nafukovací záchranný člun. Ve dvoumístných verzích je sedadlo opatřeno zpožďovačem pro bezpečné aktivování dvou sedadel po sobě. Odstřelení překrytu pilotní kabiny při katapultáži je provedeno pyrotechnickou šňůrou ve skle kabiny. Dvoumístné verze jsou dále vybaveny airbagem v zadním kokpitu, který chrání před úlomky kabiny při katapultáži vpředu sedícího pilota. Brzdný systém podvozku je opatřen ABS, což zajišťuje bezpečné přistání na krátkých drahách i při nepříznivém stavu povrchu.

## Verze

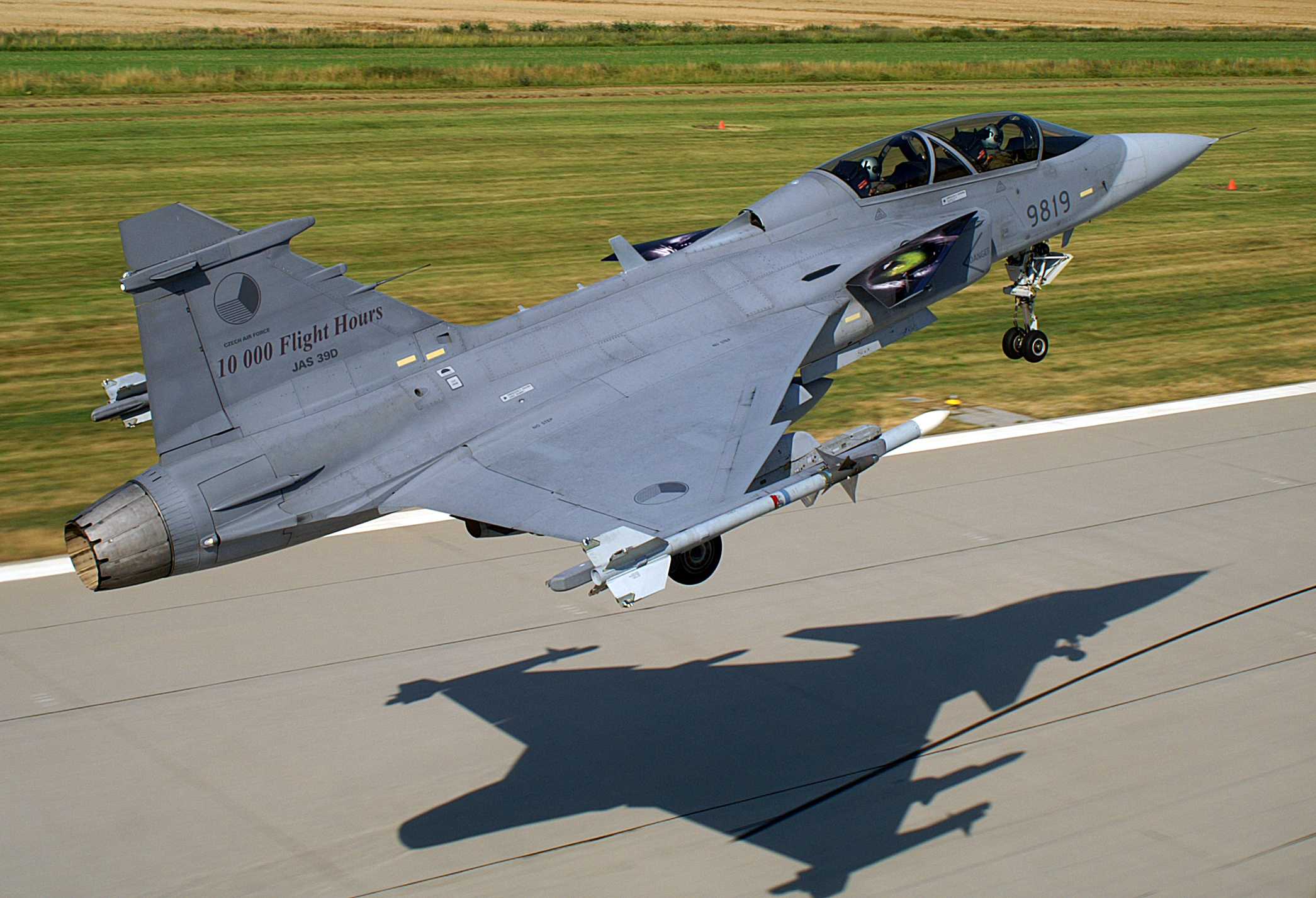
Saab JAS 39D Gripen českého letectva při startu ze základny v Čáslavi, 2010

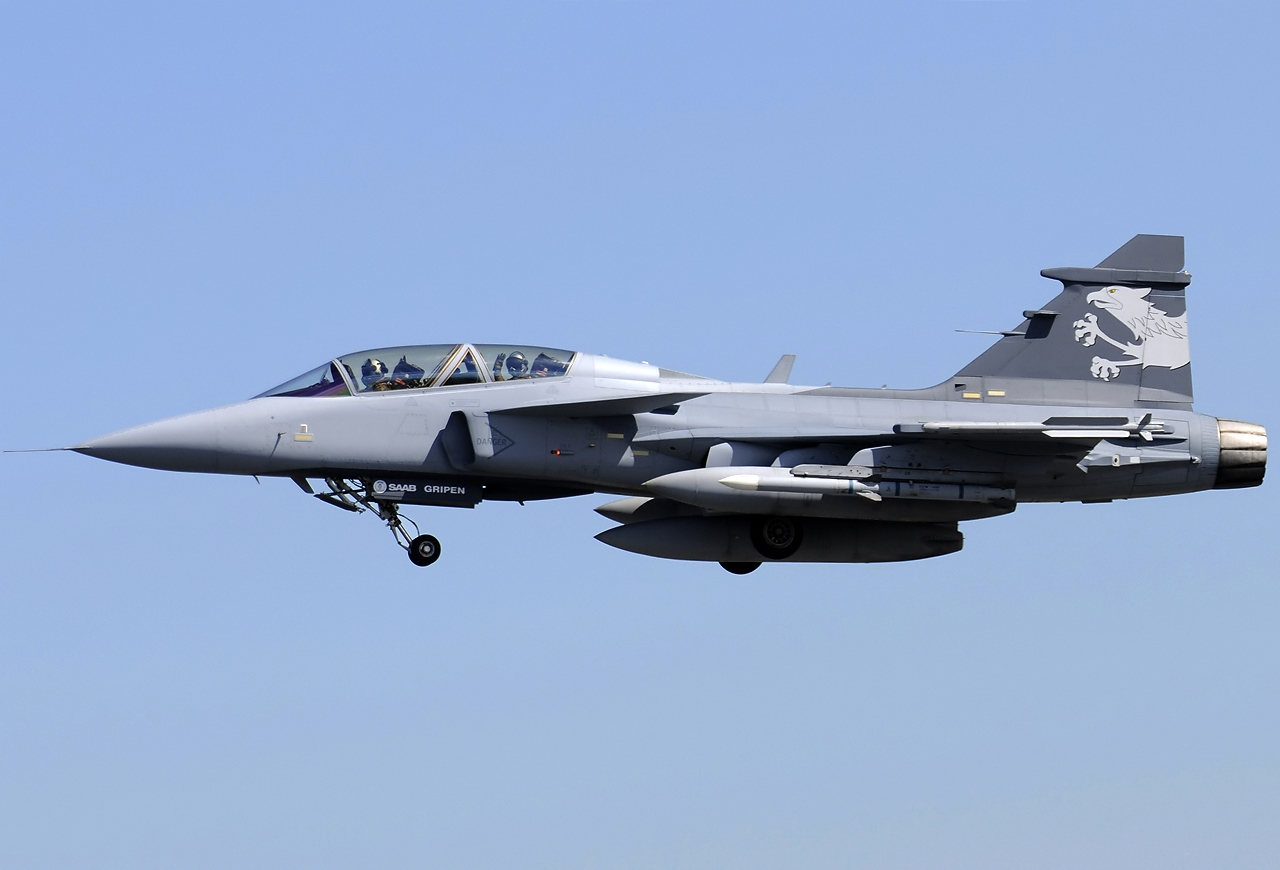
Saab Gripen NG na přehlídce RIAT 2010

- JAS 39 Gripen: Pět prototypů (39–101 až 39–105)
- JAS 39A Gripen: Víceúčelový bojový letoun pro potřeby švédského letectva. Kokpit vybaven monochromatickými multifunkčními displeji.
- JAS 39B Gripen: Dvousedadlová varianta pro bojové i cvičné lety. Na rozdíl od JAS 39A není vybavena palubním kanónem a disponuje menší zásobou paliva.
- JAS 39C Gripen: Verze s modernizovaným kokpitem, novým APU (pomocný palubní zdroj), kyslíkovým generátorem a nástavcem pro tankování za letu.
- JAS 39D Gripen: Dvoumístná varianta Gripenu C.
- JAS 39EBS Gripen: Verze určená pro export. Označení EBS HU znamená „Export Baseline Standard Hungary“. Letouny se liší od verze C datovým spojením NATO Link 16, závěsníky a výzbrojí ve standardu NATO a většími přídavnými nádržemi.
- JAS 39 Gripen NG/IN: (Next Generation) vyvíjená verze s novým motorem (F414G), větší zásobou paliva, vyšší nosností a dalšími vylepšeními. Verze IN je vytvářena pro výběrové řízení na 126 letounů vypsané indickým letectvem.[21]
- JAS 39E
  - Jednosedadlová verze, vybavená výkonnějším motorem General Electric F414, jehož maximální tah je 98 kN. Maximální vzletová hmotnost vzrostla oproti verzím C/D o 2500 kg na 16 500 kg. Od svého předchůdce je JAS 39E delší o 30 cm a rozpětí je zvětšeno o 20 cm na současných 8,6 m. Objem paliva v interních nádržích se zvýšil o 40 %, čímž se prodloužil i dolet. Gripen E bude vybaven radiolokátorem s aktivním elektronickým vychylováním paprsku (AESA), nazvaným Raven ES-05.[22] Novinkou je i senzor Skyward-G od společnosti SELEX Galileo, který slouží k detekci, sledování a identifikování cílů na základě tepelného záření,[23] a nová moderní avionika. Výzbroj stíhačky je rozšířená o nové protiletadlové řízené střely Meteor s doletem více než 100 km a pumy GBU-39.
- JAS 39F
  - Dvousedadlová varianta, odvozená od JAS 39E, bude vyráběna Brazilskou společností pro Brazilské letectvo.
- Sea Gripen: Zamýšlená námořní verze pro použití na letadlových lodích, vycházející z verze NG/IN[11][12]

## Uživatelé

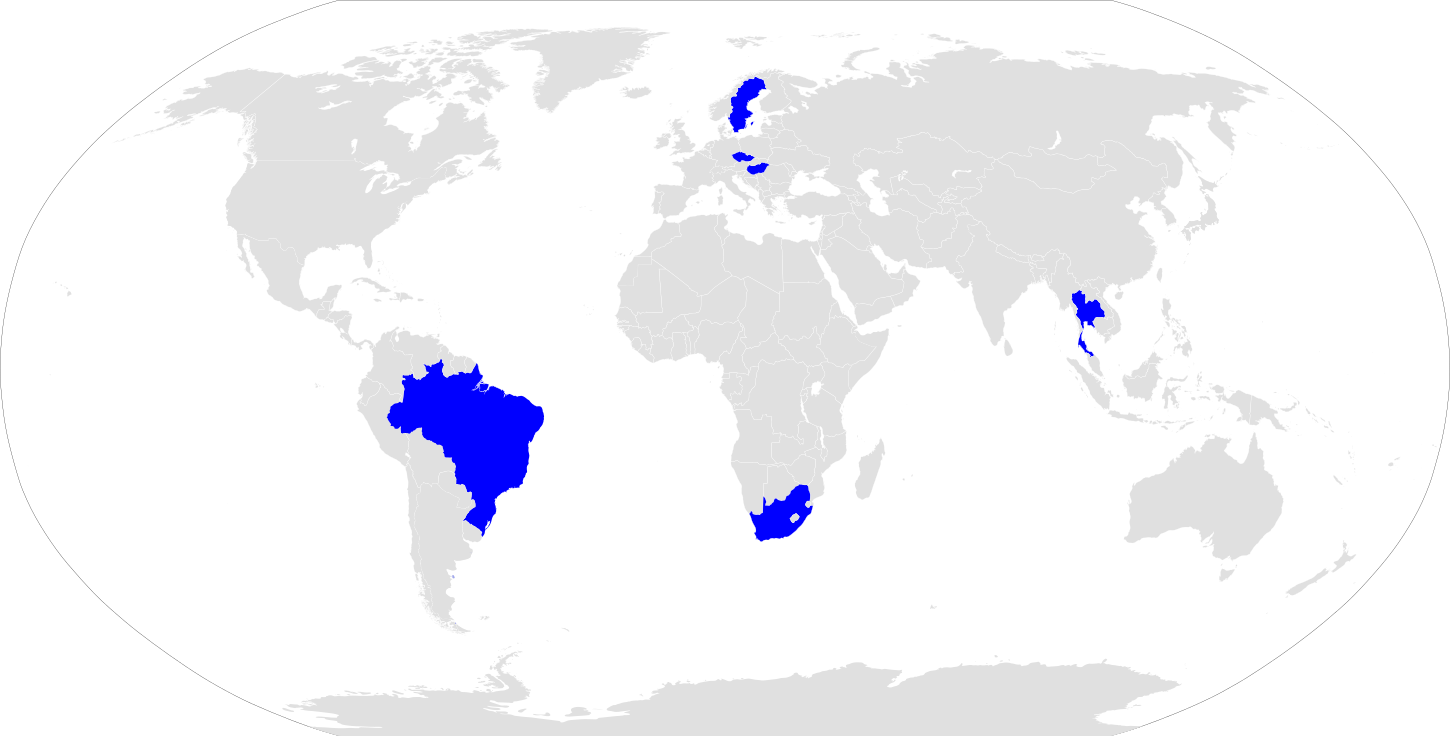
Uživatelé, tyrkysově objednávky

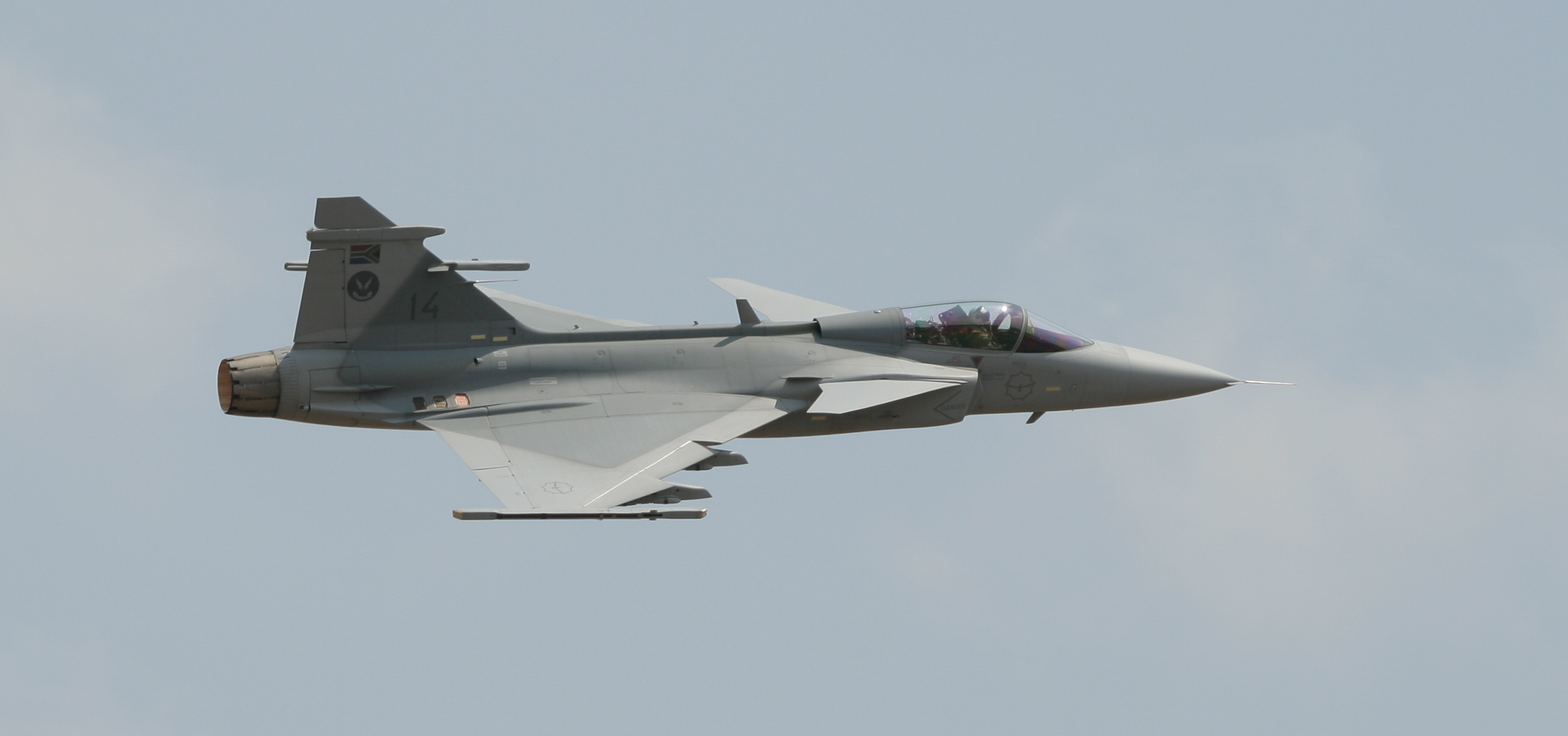
Jihoafrický JAS 39C Gripen za letu

- Brazílie (Brazilské letectvo objednalo 28 Gripenů E a 8 Gripenů F).

- Česko (Vzdušné síly Armády České republiky):

14 (12× JAS 39C + 2× JAS 39D, leasing na 10 let do roku 2015, prodloužen do roku 2027 a bude prodloužen ještě do roku 2035, kdy dojde k dokončení přechodu českého letectva na F-35)
- Jižní Afrika (South African Air Force):

28 (19× JAS 39C + 9× JAS 39D, částečně v produkci)
- Kolumbie (Kolumbijské letectvo)

Roku 2025 byly letouny JAS 39E/F Gripen vybrány jako náhrada za izraelské stíhací letouny IAI Kfir.
- Maďarsko (Magyar Légierö – maďarské letectvo):

14 (12× JAS 39EBS HU (jednomístný) + 2× JAS 39EBS HU (dvoumístný), leasing na 12 let do roku 2017)
- Spojené království (Royal Air Force):

1 (1× Saab JAS 39D patřící Flygvapnet je pronajímán Empire Test Pilots' School Royal Air Force, která jej používá pro letecký trénink při dvou cvičeních ročně. Kontrakt byl prodloužen roku 2008.
- Švédsko (Flygvapnet – švédské letectvo):

175 (75× JAS 39A + 70× JAS 39C + 14× JAS 39B + 14× JAS 39D; z toho 29 vyrobeno a pronajato do ČR, Maďarska a Velké Británie)
- Thajsko (Thajské královské letectvo):

12 (12× JAS 39EBS (jednomístný), z toho 6 objednáno 17. října 2007 a dodáno 22. února 2011, zbývajících 6 objednáno po zajištění financování 23. listopadu 2010. V lednu 2017 jeden letoun havaroval během ukázek za leteckého dne. Roku 2024 Thajsko vybralo i pokročilejší JAS 39E/F Gripen. V srpnu 2025 schválilo nákup čtyř kusů této verze.

## Potenciální uživatelé
- Filipíny (Filipínské letectvo):

Filipínské letectvo poptává 12 víceúčelových bojových letounů, favority jsou JAS-39 a F-16 Fighting Falcon.
- Ukrajina (Ukrajinské letectvo):

Mluvčí ukrajinského letectva Jurij Ihnat v lednu 2023 uvedl Gripen, vedle F-16 a Rafale, jako jeden z typů o nějž by země měla zájem na obranu proti ruské agresi.

## Gripeny v Česku

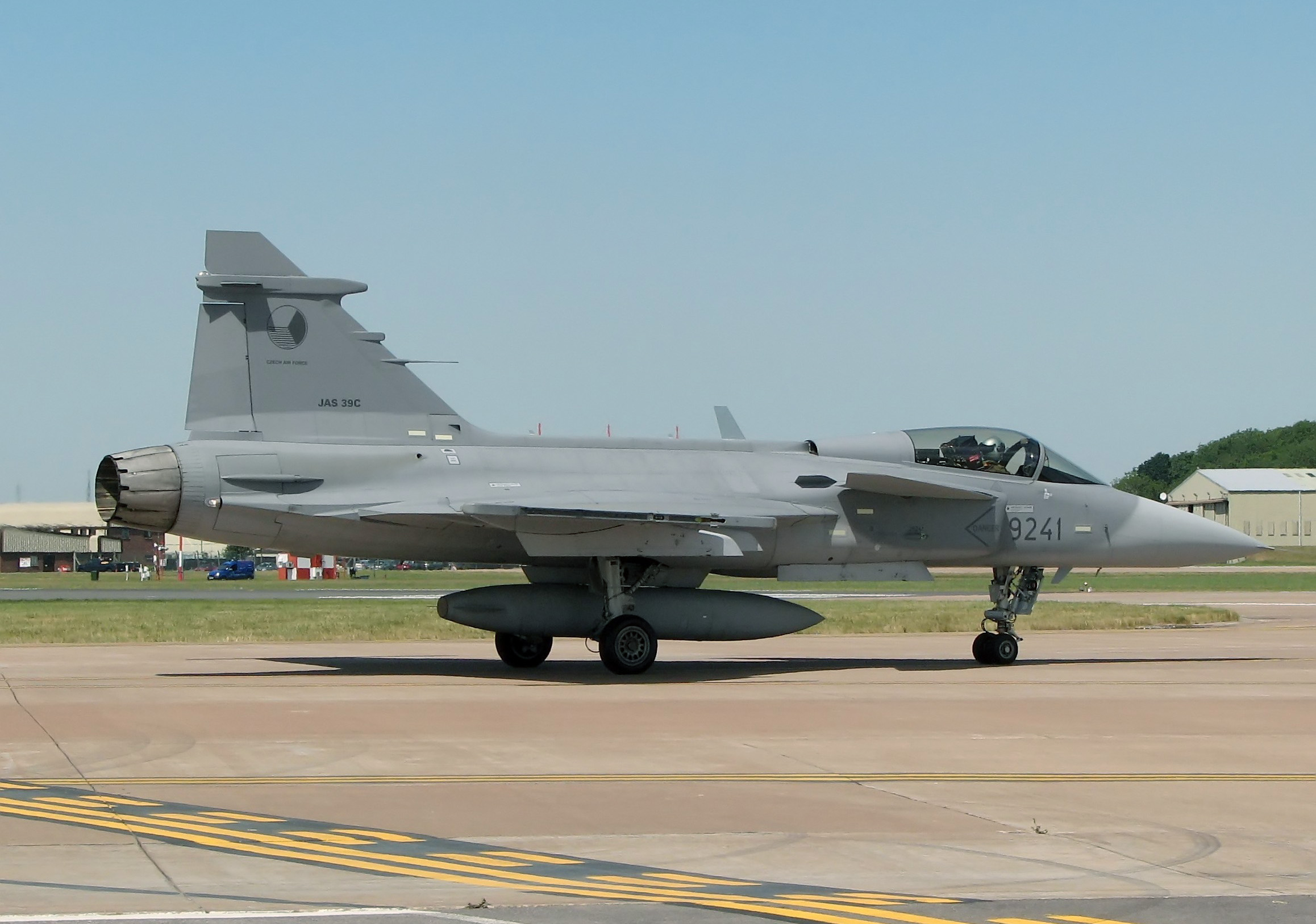
Saab JAS 39C Gripen českého letectva na letecké přehlídce Royal International Air Tattoo ve Fairfordu, 2006.

V České republice slouží 14 strojů Gripen od roku 2005 a jejich vyřazení je plánováno na rok 2035, kdy má už Česko disponovat všemi objednanými stíhačkami F-35, které je mají nahradit. Pronájem byl spojený s kontroverzemi i nařčeními z korupce. Česku tento pronájem vynesl největší offsety ze všech dojednaných zakázek dosahující výše 31,6 miliardy Kč.

## Incidenty a nehody
Od počátku vývoje došlo ke zřícení 5 strojů:
- 2. února 1989 se při přistání zřítil první prototyp 39–101. Testovací pilot Lars Radeström utrpěl zlomeninu paže. Jako příčina nehody byla určena nesprávná funkce systému fly-by-wire, který byl citlivý, ale zároveň příliš pomalu reagující. V důsledku prudkých reakcí pilota se stroj při přistávacím manévru rozkmital a narazil do přistávací plochy.[3]
- 8. srpna 1993 došlo ke zřícení Gripenu 39–102/02 na leteckém dni ve Stockholmu. Pilot Lars Radeström ztratil při výkrutu nad strojem kontrolu, dostal se v malé výšce do přetažení a byl nucen se katapultovat. Letoun dopadl v blízkosti mostu Västerbron na ostrově Långholmen, nehoda se obešla bez zranění. Vyšetřování určilo jako příčinu nadměrné zesílení vstupního signálu z řídící páky.[3]
- 20. září 1999 se během nácviku manévrového boje zřítil Gripen 39–156/56-G eskadry F-7 do jezera Vänern poté, co se dostal do turbulence za jiným strojem. Pilot Rickard Mattsson se katapultoval a byl vyzdvižen ze záchranného člunu helikoptérou po 27 minutách.
- 1. června 2005 se kvůli problémům s řízením zřítil Gripen 39–184/184 eskadry F-17 do moře 40 km jižně od města Karlskrona. Pilot Axel Nilsson se katapultoval.
- 19. dubna 2007 se zřítil Gripen JAS 39C eskadry F-21. Pilot Stefan Kaarle byl za letu nechtěně katapultován, když jeho anti-g letecká kombinéza při manévrování vyvolala tlak na rukojeť katapultu. Vyšetřování ukázalo, že i v několika jiných případech došlo v Gripenech C a D k posunutí rukojeti katapultu podobným způsobem, i když ne v takové míře, aby byl systém aktivován.[34]
- 19. května 2015 Při leteckém cvičení Lion Effort 2015 na českém území došlo k nehodě letounu maďarských vzdušných sil, piloti nedokázali při přistání na vojenském letišti v Čáslavi před koncem dráhy letadlo dobrzdit. Oba piloti se katapultovali. Jednalo se o stroj JAS 39D Gripen.

### Incidenty s podílem českých pilotů
Dne 11. října 2006 došlo k incidentu při ostrých střelbách na vlečné cíle na letecké základně Vidsel na severu Švédska. Místo na určený cíl, vlečený 600 metrů za letounem Learjet 35 vedl pilot AČR omylem palbu na záložní cíl blízko vlečného letounu. Po několika cvičných přiblíženích provedl pilot nálet s palbou, při které několika střelami záložní cíl zasáhl. Výpočty prokázaly, že tyto střely minuly vlečný stroj o přibližně 10 metrů. Pilot si poté chybu uvědomil a pokračoval ve cvičení na správný cíl. Podle švédského úřadu pro vyšetřování nehod SHK byla příčinou incidentu souhra několika okolností, včetně zastaralých bezpečnostních protokolů a nejasného určení povinností mezi švédskou armádou, ministerstvem obrany, firmou SAAB a Armádou České republiky. Dalšími faktory byly malé zkušenosti pilotů AČR s tímto typem cvičení a chybějící možnost posádky vlečného stroje monitorovat jeho průběh.

## Specifikace (JAS 39 Gripen)

### Technické údaje
- Posádka: 1 (2 pro JAS 39B/D)
- Délka: 14,1 m (14,8 m dvoumístné verze B/D)
- Rozpětí: 8,4 m
- Výška: 4,5 m
- Nosná plocha : 30,0 m²
- Zatížení nosných ploch : 283 kg/m² (při 8500 kg)
- Hmotnost (prázdný): 6 800 kg
- Hmotnost (naložen): 8 500 kg
- Maximální vzletová hmotnost: 14 000 kg
- Užitečné zatížení: 5 300 kg
- Pohonná jednotka: 1× dvouproudový motor Volvo Aero RM12 s přídavným spalováním
  - Suchý tah: 54 kN
  - Tah s forsáží: 80,5 kN

### Výkon
- Maximální rychlost: 2 204 km/h 1 400 km/h u hladiny moře
- Přeletový dolet: 3 200 km s příd. nádržemi
- Akční rádius: 800 km
- Dostup: 15 452 m – 16 500 m
- Tah/Hmotnost: 0,97
- Trvalé přetížení: +9 G/-3 G
- Nárazové přetížení: až 12 G
- Nárůst přetížení v obratech : 6G/s (1–9G za 1,2 s)
- Ustálená rychlost otáčení: více než 20 st/s
- Okamžitá rychlost otáčení: 30 st/s
- Rychlost klonění: více než 250 st/s
- Úhel náběhu: elektronicky omezen na 60 st. při stíhací konfiguraci, při testech až 110 st.
- Počáteční stoupavost: více než 300 m/s
- Stoupavost: do 100 sekund po uvolnění brzd ve výšce 10 km, do 180 sekund ve výšce 14 km

### Výzbroj
Mimo pevné výzbroje může být letoun vybaven podvěsnou výzbrojí o celkové hmotnosti 5 300 kg na čtyřech závěsnících pod křídly, dvěma pod trupem a dvěma odpalovacími kolejnicemi na koncích křídel. Gripen verze NG má nosnost zvýšenu na 6 000 kg a dva další závěsníky pod trupem.
Gripeny Vzdušných sil AČR mají k dispozici střely krátkého dosahu AIM-9M Sidewinder, střely středního dosahu AIM-120 C-5 AMRAAM, laserem naváděné pumy GBU-12/16 Paweway II, konvenční pumy MK.82/83 a základní kanón Mauser BK 27 ráže 27 mm.
Pevná výzbroj
- 1× revolverový kanón Mauser BK-27 se zásobou 120 nábojů (chybí v dvoumístných verzích)

Rakety vzduch – vzduch
- 6× Raytheon AIM-9L/I „Sidewinder“

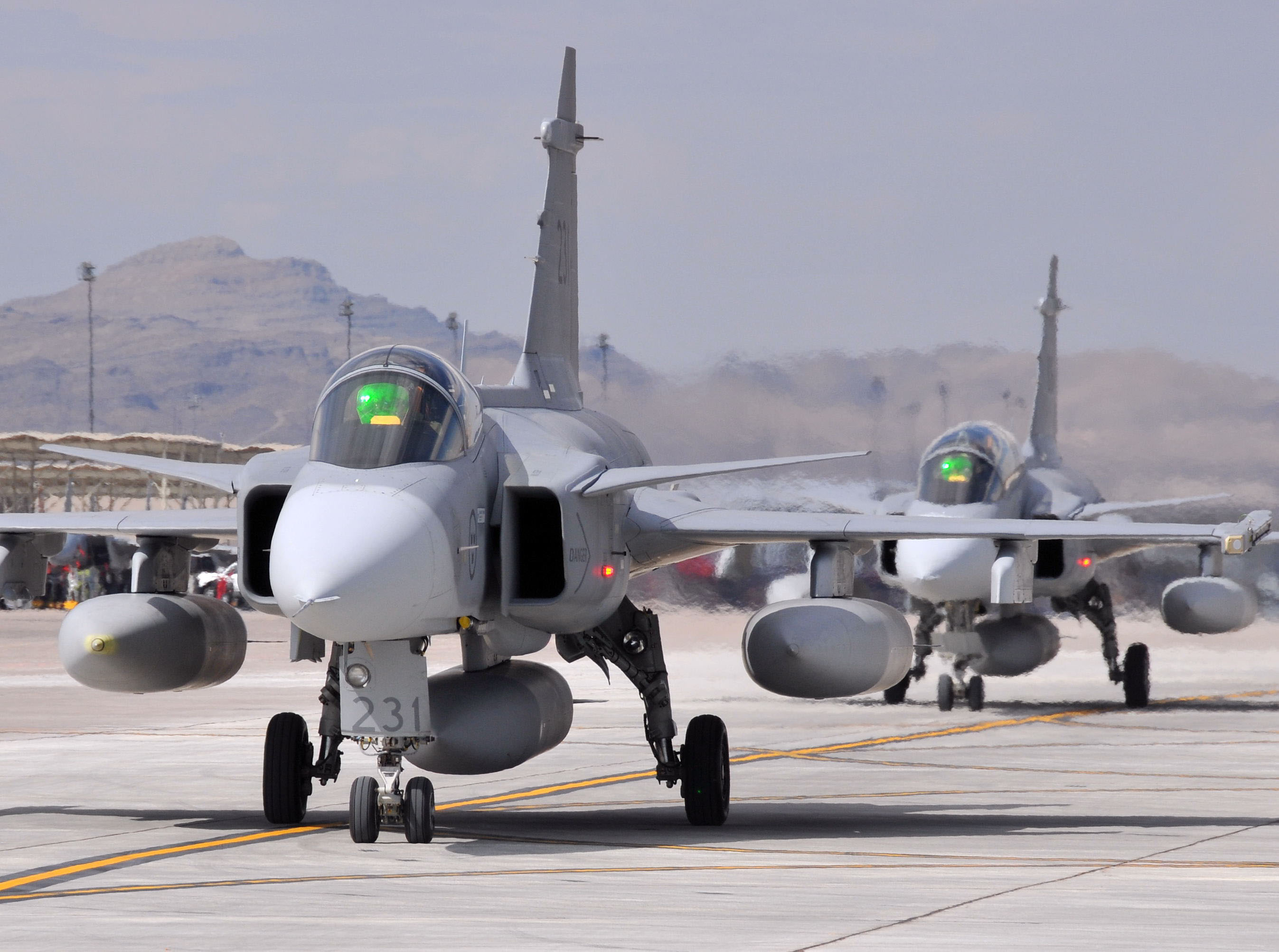
Gripeny švédského letectva s podvěšenými přídavnými nádržemi po přeletu na americkou základnu Nellis před cvičením Red Flag, 14. července 2008.

- 6× Rb 74 (švédská verze rakety Raytheon AIM-9L „Sidewinder“)
- 6× Rb 98 Diehl BGT Defence „IRIS-T“
- 6× Raytheon AIM-120C-5 AMRAAM (exportní verze)
- 6× Rb 99 (švédská verze rakety Raytheon AIM-120B „AMRAAM“)
- 4× MBDA Meteor
- 4× Rb 71 (švédská verze rakety BA Skyflash)
- 6× Kentron „V-3E A-Darter“ (letouny pro Jižní Afriku)
- 4× Kentron „A-4 R-Darter“ (letouny pro Jižní Afriku)

Řízená munice vzduch – země
- 4× Raytheon AGM-65D/G/H „Maverick“
- 4× Rb 75 „Maverick“ (švédská verze AGM-65B)
- 2× střela s plochou dráhou letu „TAURUS“ KEPD-350
- 5× laserem naváděná puma GBU-12 „Paveway II“ (227 kg)
- 5× laserem naváděná puma GBU-16 „Paveway II“ (454 kg)
- 2× laserem naváděná puma GBU-10 „Paveway II“ (907 kg)
- 2× protilodní střela Saab RBS-15F
- 4× protitanková střela MBDA Brimstone
- 5× laserem naváděná puma typu JDAM – GBU-31/-32/-38

Neřízená munice vzduch – země
- 4× raketnice Bofors-CRV-7 ráže 70 mm
- 8× puma NAD Crainer Mk.82 (241 kg)
- 2× kazetová protitanková puma Bk 90

Elektronický boj
- 1× kontejner pro zaměřování pozemních cílů Rafael Litening-GIII (FLIR, TV-kamera, laserový zaměřovač a sledovač cílů)
- 1× kontejner pro elektronické rušení ALQ-TLS ECM
- 1× průzkumný a sledovací podvěs Saab SPK39 (Side Looking Airborne Radar)
- 1× kontejner pro elektronické rušení Ericsson „Eriejammer“ EKF (pouze JAS 39A/B)

Přídavné nádrže
- 3× 1 100 litrů
- 3× 1 400 litrů (pouze JAS 39EBS)

## Galerie

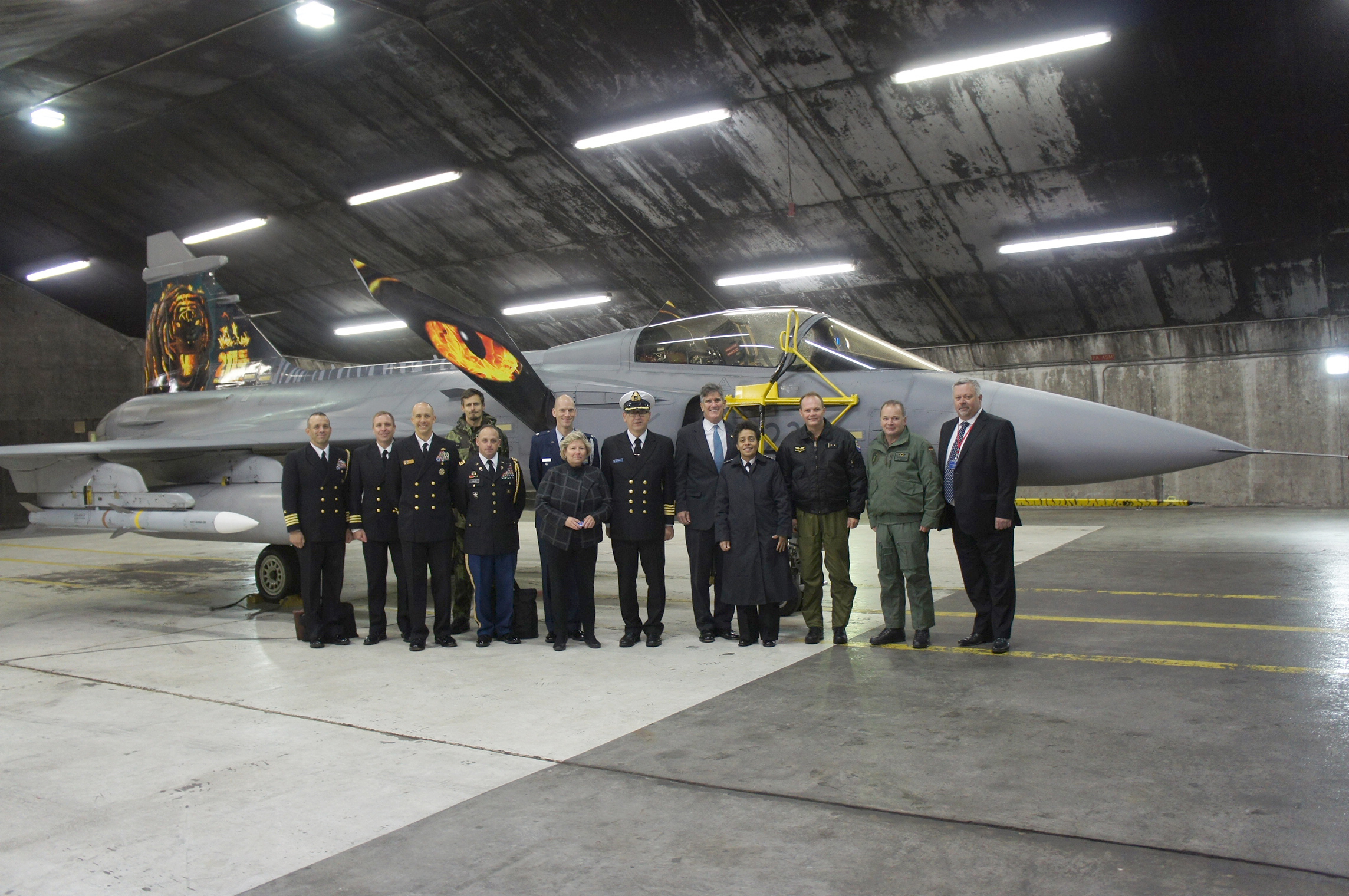
Americký vojenský personál pózuje u českého Gripenu, Reykjavík, 2016
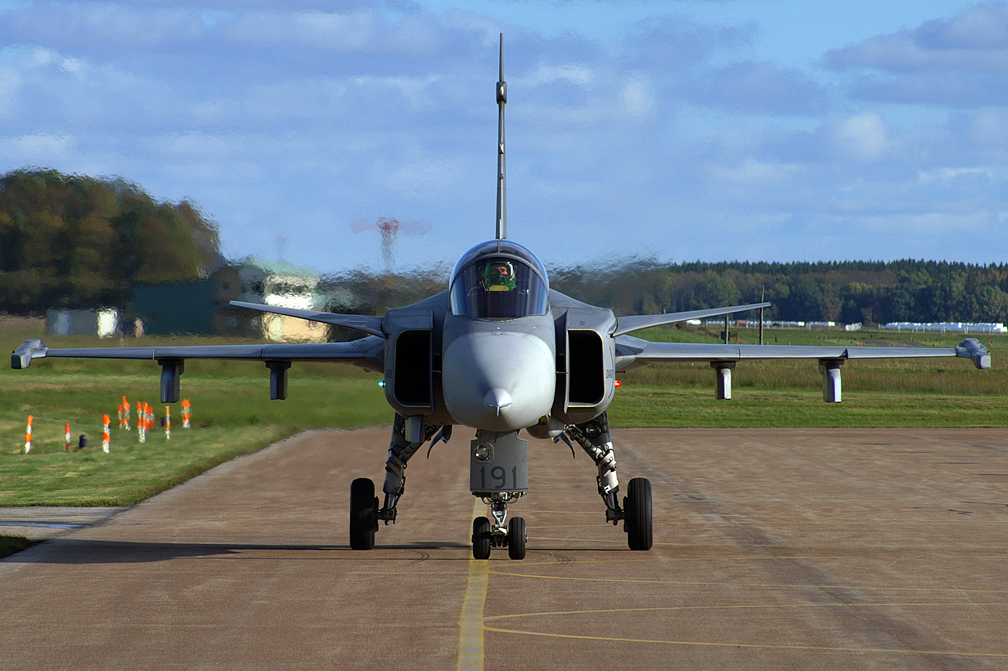
Švédský JAS 39 Gripen jednotky F 7
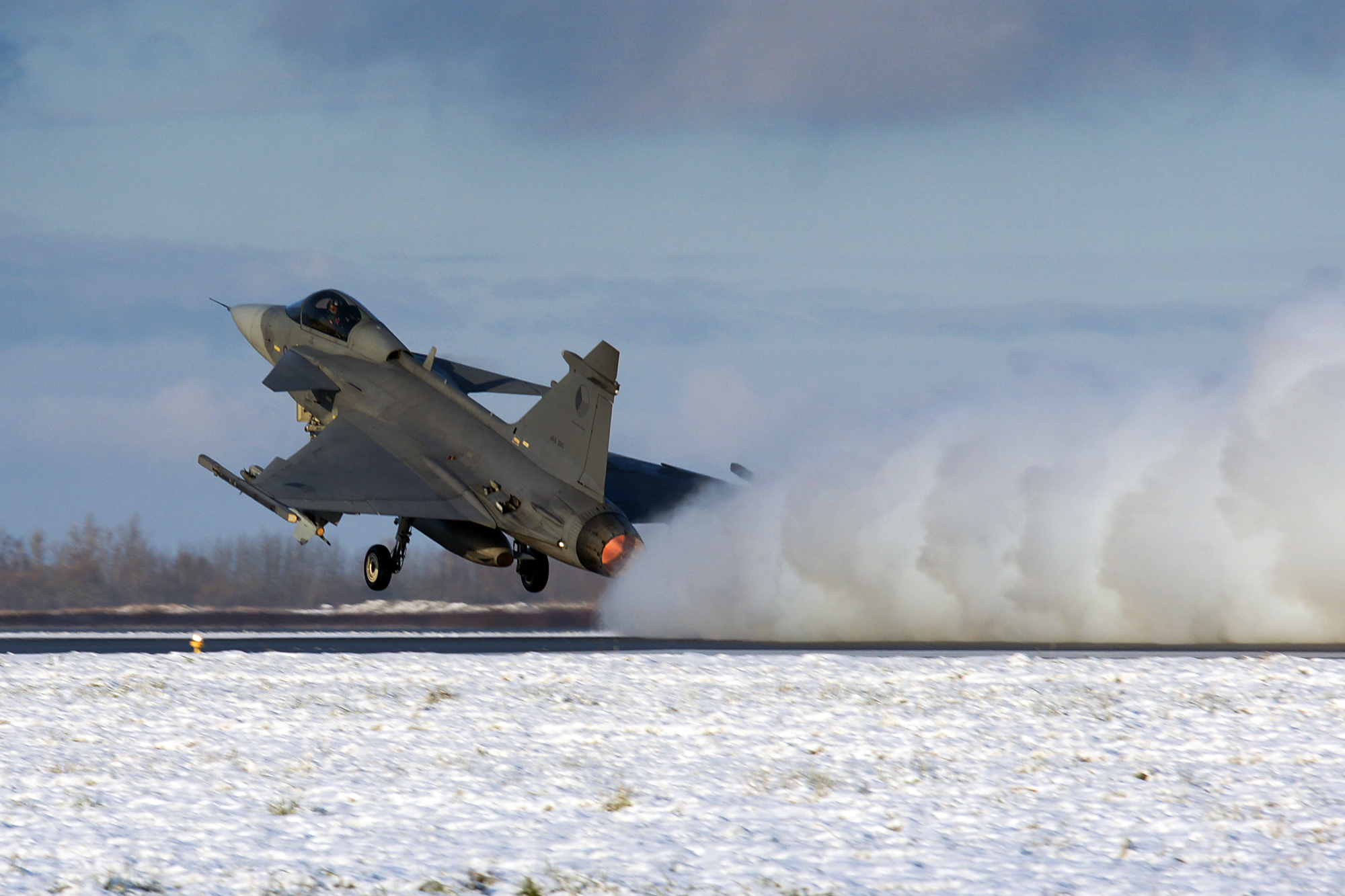
Gripen Vzdušných sil Armády České republiky

## Podobné letouny
Další letouny kategorie lehký stíhací letoun 4. generace.
 USA
- F-16 Fighting Falcon

 Evropská unie
- Mirage 2000

 Čína
- J-10 Vigorous Dragon

## Letouny stejné generace
Další letouny kategorie stíhací letoun 4. generace.
 USA
- F-16 Fighting Falcon
- F/A-18 Hornet

 Evropská unie
- Eurofighter Typhoon
- Dassault Rafale
- Mirage 2000

 Rusko
- MiG-29
- MiG-35

 Čína
- J-10 Vigorous Dragon